# 하인리히 게오르크 아우구스트 에발트

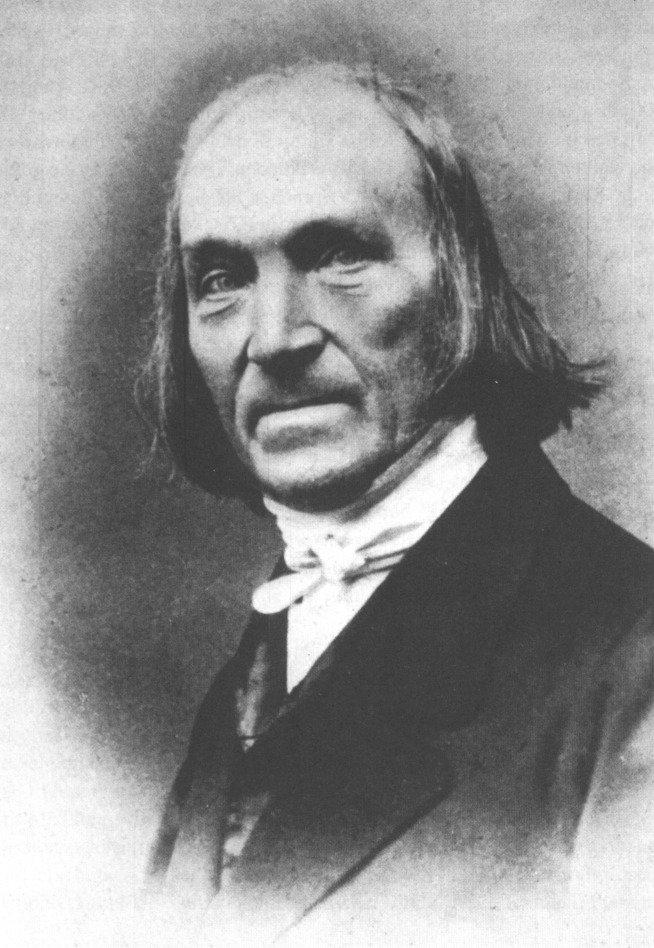
하인리히 에발트

하인리히 게오르크 아우구스트 에발트(Georg Heinrich August Ewald, 1803년 11월 16일 ~ 1875년 5월 4일)은 독일의 동양학자이자 복음주의 신학자이다.